# 奥果韦河
奥果韦河（法语：或）是非洲中西部国家加蓬的主要河流，全长约1,200千米，流域几乎覆盖加蓬全国。它的一些支流流经刚果共和国、喀麦隆和赤道几内亚等国。
奥果韦河发源于刚果共和國境内的巴泰凯高原，向西在让蒂尔港以南的沼泽三角洲注入几内亚湾，流域面积223,856 km²，其中73%是加蓬国土。流域大部分是原始雨林和一些草原覆盖，生物多样性高。

## 经济
奥果韦河从恩乔莱至几内亚湾入海口间的河段可通航，曾被用来将木材运输至让蒂尔港。在19世纪欧洲冒险家探索加蓬时，该河起到了很大的作用，使得他们更容易深入内陆。在可通车的道路及加蓬铁路建成后，奥果韦河失去了曾经在运输上的重要性。